# Lista de aeroportos do Amapá
Lista de aeroportos do Amapá, constando o nome oficial do aeroporto, o código IATA e/ou o código ICAO e o município onde tal aeroporto se encontra:

## Internacional
Federais Infraero
- Aeroporto Internacional de Macapá - Alberto Alcolumbre (IATA: MCP, ICAO: SBMQ) - Macapá

## Regionais
Municipais
- Aeroporto de Amapá (IATA: ***, ICAO: SBAM) - Amapá
- Aeroporto de Calçoene (IATA: ***, ICAO: SNCC) - Calçoene
- Aeroporto de Oiapoque (IATA: OYK, ICAO: SBOI) - Oiapoque
- Aeroporto de Porto Grande (IATA: ***, ICAO: SNPG) - Porto Grande